# Pinot noir

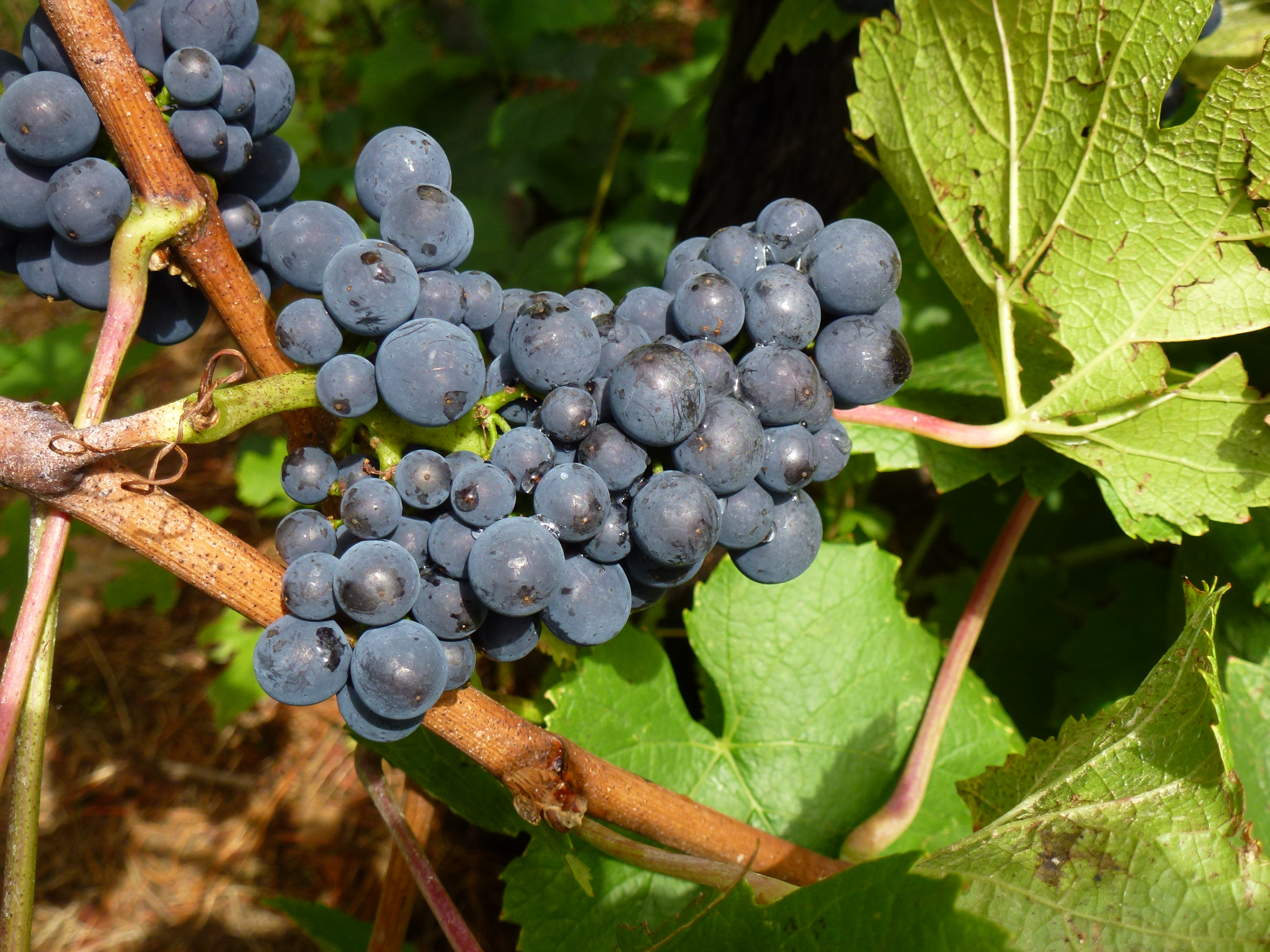

Pinot noir är en blå vindruva och den viktigaste druvan i röda bourgogneviner. Den ger lätt mutationer, vilket innebär att ett stort antal olika kloner existerar, och den räknas som svårodlad. Rätt hanterad ger den dock några av de bästa vinerna i världen, till exempel Romanée-Conti, som ofta kallas världens bästa vin(av vinproducenten Domaine de la Romanée-Conti i Bourgogne).

## Karaktär
Pinot noir skiljer sig från till exempel cabernet sauvignon i det att den inte ger särskilt mörka, kraftiga och tanninrika viner. Pinot noir ger istället enklare viner med, jämförelsevis, ljusare färg, lägre strävhet och ofta tydligare syra. Karaktären hos viner gjorda på druvan pinot noir varierar beroende på var druvan växer, med faktorer som jordmån och klimat; lättare viner har ofta aromer av jordgubbe, hallon och smultron tillsammans med en jordighet och tydligare syra. Pinot noir-viner från varmare klimat är vanligtvis kraftigare med aromer av körsbär, björnbär och skog, samt har högre alkoholhalt och mer strävhet.

## Odlingsområden
- Frankrike har den största arealen pinot noir-odlingar i världen: 307km². Utanför Bourgogne är den en av tre huvuddruvor i Champagne och den enda druvan som används till röda viner i Alsace.
- USA har näst största ytan, bland annat i Kalifornien, inte minst i kustnära vinområden och norra Kalifornien, samt i Oregon.
- Tyskland har 118km², framför allt i Baden, och därmed de tredje största odlingarna. Pinot noir är den vanligaste druvan i tyska rödviner.
- Stora arealer finns även i Italien, Australien, Nya Zeeland, Schweiz och Chile.[5]

### Lokala benämningar
I Tyskland kallas druvan ofta Spätburgunder, eftersom den mognar relativt sent (spät). I Österrike och i angränsade delar av tysktalande Italien är namnet Blauburgunder vanligare.  
I Italien används ofta beteckningen Pinot Nero.

## Populärkultur
Pinot noir hade en framträdande roll i den amerikanska vin-roadmovien Sideways från 2004 (regisserad av Alexander Payne).

## Mutationer och närbesläktade druvsorter
Druvsorten pinot gris har uppstått ur pinot noir genom en mutation som gett en druvsort med ljusare skal (ungefär grått – gris – till rosa när druvorna är mogna), och den räknas därför som en grön druvsort. Den gröna druvsorten pinot blanc har därefter uppstått genom mutation av pinot gris, och har ytterligare ljusare skal.
Frühburgunder är en mutation av pinot noir som räknas som en egen druvsort. Den har fått sitt namn av att den mognar tidigt (früh på tyska) i jämförelse med pinot noir, som i Tyskland kallas Spätburgunder. Frühburgunder är en tillåten druvsort för kommersiell vinodling i Sverige.